# Phthalimidopropiophenon
Phthalimidopropiophenon (genauer das α-Derivat der beiden Strukturisomere) ist ein Arzneistoff aus der Gruppe der Stimulantia. Es besitzt ein Stereozentrum, ist also chiral und mit Methcathinon strukturell verwandt.
Über seine pharmakologischen Eigenschaften ist bisher wenig bekannt. Wahrscheinlich ist Phthalimidopropiophenon ein Prodrug, das selbst nicht stimulierend wirkt, jedoch seine Metaboliten Cathinon und Phthalsäure.